# Căpreni, Gorj
Căpreni este satul de reședință al comunei cu același nume din județul Gorj, Oltenia, România. Se află în partea de sud-est a județului,  în Platforma Oltețului din Podișul Getic. La recensământul din 2002 avea o populație de 480 locuitori.